# Tortilla chips
Le tortilla chips sono spuntini della cucina Tex-Mex a base di tortilla di mais che vengono tagliate a spicchi e poi fritte o cotte al forno. In alternativa possono essere dischi pressati di masa fritti o infornati. Le tortilla chips sono a base di mais, olio vegetale, sale e acqua. Sebbene fossero già prodotte in serie a Los Angeles durante la fine degli anni quaranta, le tortilla erano comunque considerate un alimento messicano noto anche come totopos e tostadas.

## Storia
Le tortilla triangolari furono rese popolari negli anni quaranta da Rebecca Webb Carranza, che riuscì a trovare un modo per riutilizzare le tortilla deformi scartate dalla macchina automatica di produzione della fabbrica di Los Angeles che gestiva con il marito. Carranza scoprì che le tortilla di scarto, dalla forma triangolare e fritte erano uno spuntino popolare, e le vendette per un centesimo di dollaro a pacchetto presso la sua El Zarape Tortilla Factory di Los Angeles. Nel 1994 Carranza ricevette il premio Golden Tortilla per il suo contributo all'industria alimentare messicana.

## Cucina tex-mex e messicana

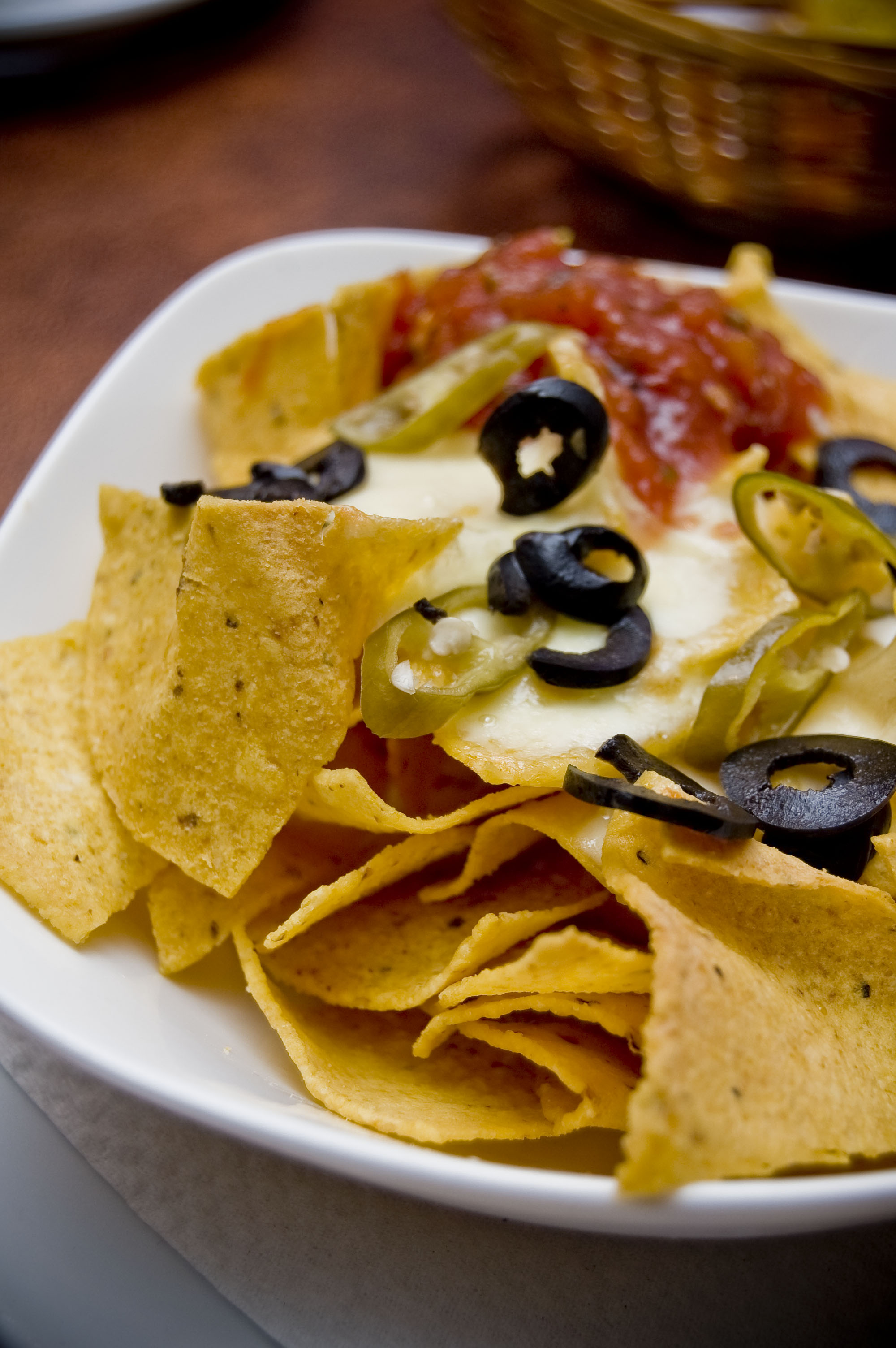
Nachos con salsa chili, formaggio fuso, peperoncini e olive

Le tortilla chips sono l'antipasto per eccellenza e spesso servito gratuitamente nei ristoranti Tex-Mex statunitensi. La loro popolarità al di fuori della California ha visto un costante aumento alla fine degli anni settanta, quando hanno cominciato a competere con le corn chips, che erano le patatine di maggiore tendenza durante i primi tre quarti del ventesimo secolo. In genere le tortilla chips vengono servite con salse di ogni sorta, fra cui chile con queso o guacamole o, in alternativa, con erbe e spezie. Sebbene siano ora disponibili in tutto il mondo, gli Stati Uniti detengono il mercato più potente delle tortilla chips. Alcune delle maggiori aziende che producono le patatine al mais comprendono Phileas Fogg, Tostitos, Doritos e la giapponese Don Tacos.
Un piatto particolarmente famoso che viene preparato usando le tortilla chips sono i nachos. Creati per la prima volta intorno al 1943 da Ignacio "Nacho" Anaya, i nachos sono tortilla chips accompagnate da formaggio fuso o grattugiato e/o altri ingredienti come carne, salse (come la pico de gallo), frijoles refritos (fagioli fritti della cucina Tex-Mex), guacamole, panna acida, cipolle tagliate a dadini, olive e jalapeño in salamoia. I nachos più elaborati vengono spesso cotti per un breve periodo di tempo per far sì che le tortilla sciolgano il formaggio tagliuzzato.

## Alimenti simili
Un simile spuntino fritto di mais sono le corn chips, che vengono ricavate dalla farina di mais. I Fritos sono un noto esempio di corn chips. A differenza del mais usato per le tortilla chips, quello contenuto nelle corn chips subisce un processo di nixtamalizzazione, che comporta la lavorazione del mais crudo con la calce.